# Horizon Chase Turbo
Horizon Chase Turbo ist ein Arcade-Rennspiel, das 2018 vom brasilianischen Entwickler Aquiris erst für PlayStation 4 und Windows, später auch für Xbox One und Nintendo Switch veröffentlicht wurde. Das Spiel ist die Fortsetzung von Horizon Chase – World Tour, das im Jahr 2015 von demselben Entwickler veröffentlicht wurde, der von Sony eingeladen wurde, es auf seine Konsole zu portieren. Aus diesem Grund ist es das erste brasilianische Spiel, das der japanische Spielriese vermarktete. Die „Turbo“-Version von Horizon Chase – World Tour enthält verbesserte Grafiken, mehr Autos, Strecken und bietet neue Funktionen wie lokale und Online-Koop-Modi. Der Soundtrack wurde in Bezug auf die klassischen Rennspiele dieses Herausgebers als „Sega-Core“ bezeichnet.
Ein Nachfolger erschien 2022 mit Horizon Chase 2 via Apple Arcade für iOS und macOS, 2023 auch für Nintendo Switch und PC.

## Spielprinzip
Horizon Chase Turbo fordert den Spieler auf, Rennen auf Strecken rund um die Welt zu absolvieren. Zusätzliche Wendungen zum Renngeschehen gibt es in Form von Spritkanistern, die zum Abschluss des Rennens erforderlich sind, sowie blauen Rennflaggenmünzen, die die Punktzahl steigern und neue Strecken freischalten lassen sowie die Verwendung von Nitro, um das Auto des Spielers zu beschleunigen. Der Spieler beginnt jedes Rennen als Letzter und muss sich auf den 1. Platz kämpfen, um zu gewinnen. Es gibt auch verschiedene Wettereffekte und Streckenverhältnisse, die das Handling beeinflussen.
Der Spieler kann in Horizon Chase Turbo aus 31 Automobilen und einem Motorrad-Gespann auswählen. Da dieses Spiel keine Herstellerlizenzen hat, wurden die Fahrzeuge den Originalen nachempfunden. Zusätzlich haben alle Fahrzeuge einen Untertitel, der das Auto beschreibt. Rennen werden auf insgesamt 109 thematisch gestalteten Strecken an verschiedenen Orten ausgetragen. Darunter verschneite Strecken mit Schneefall in Island, eine Kulisse aus Sanddünen mit Sandstürmen in den Vereinigten Arabischen Emiraten oder klare Nacht und Feuerwerk zum chinesischen Neujahrsfest. Auch Anspielungen an das Rennspiel Super Mario Kart oder reale Rennstrecken wie den Red Bull Ring, Circuit de Dijon-Prenois, Circuito de Jerez, Sochi Autodrom, Nürburgring, Mazda Raceway Laguna Seca, Circuit de Spa-Francorchamps und den Hockenheimring sind enthalten.

## Entwicklung
Der Soundtrack des Spiels wurde von Barry Leitch komponiert, der aufgrund seiner Arbeit an Top Gear, einem Rennspiel, das 1992 für Super Nintendo Entertainment System veröffentlicht wurde, kontaktiert wurde. Somit sind auch einige Top-Gear-Titel in einer neu gemixten Version zu hören.
Der Komponist des Spiels versteckte einen Heiratsantrag für seine Freundin mit der Zustimmung des Entwicklerteams. Ein Nutzer fand die Funktion, veröffentlichte den Fund aber erst später, nach Absprache mit dem Komponisten und dem Publisher.

## Rezeption
Wertungsaggregator Metacritic verzeichnet für alle Versionen von Horizon Chase Turbo „im Allgemeinen positive“ Wertungen der Spielepresse. Am besten schnitt dabei mit 82 von 100 Punkten auf Grundlage von 16 Rezensionen die Switch-Version ab.
Onlinemagazin Nintendo Life lobte das Spiel als gelungene Hommage an klassische Rennspiele wie Out Run, Top Gear, Lotus 2 und Rush 2. Fahrzeuge, Grafik, Gameplay und Musik würden das Spielgefühl der Vorbilder reproduzieren. Der Championship-Modus erinnere an Mario Kart, das rasante Fahrtempo an F-Zero. Eine große Streckenauswahl, ein kurzweiliger World-Tour-Spielmodus und ausgezeichnet umgesetzter lokaler Mehrspielermodus würden das Spiel auf der Switch zu einem Must-have für Interessierte des Genres machen.